# سد میراندا
سد میراندا (به پرتغالی: Barragem de Miranda) یک سد و نیروگاه برقابی در پرتغال است که در استان سامرا واقع شده‌است.